# 陈玮 (棒球运动员)
陳瑋（Chen Wei，1983年6月11日—），是一位中國出身的職棒球員。目前是天津雄獅隊所屬棒球選手，守備位置是投手。

## 經歷
陳瑋選手原先是中國棒球聯賽（CBL）天津雄獅球員一、同時也代表球隊參加2008年亞洲職棒大賽。
在2009年12月2日和隊友王靖超一起到橫濱灣星，因為天津雄獅和橫濱灣星達成棒球交流活動，因而簽下育成選手合約。同時也是橫濱灣星球團史上第一位中國選手
2009年在二軍湘南海王出賽3場。
2010年10月29日戰力外宣告，並且在2011年回到原來母隊天津雄獅。

## 球衣背號
- 113 （2009年 - 2010年）